# Пильзно (гмина)
Пильзно (пол. Pilzno) — городско-сельская гмина (волость) в Польше, входит как административная единица в Дембицкий повет, Подкарпатское воеводство. Население — 17 215 человек (на 2004 год).

## Демография
| Перепись                       | Всего   | Всего | Женщины | Женщины | Мужчины | Мужчины |
| ------------------------------ | ------- | ----- | ------- | ------- | ------- | ------- |
| Единицы                        | человек | %     | человек | %       | человек | %       |
| Население                      | 17 215  | 100   | 8602    | 50      | 8613    | 50      |
| Плотность населения (чел./км²) | 104,2   | 104,2 | 52,1    | 52,1    | 52,1    | 52,1    |

## Сельские округа
1. Белёвы
2. Добркув
3. Гембичина
4. Голенчина
5. Явоже-Гурне
6. Явоже-Дольне
7. Липины
8. Ленки-Дольне
9. Ленки-Гурне
10. Махова
11. Мокшец
12. Паркош
13. Подлесе
14. Поломя
15. Слотова
16. Стшегоцице
17. Зверник

## Соседние гмины
1. Гмина Бжостек
2. Гмина Чарна
3. Дембица
4. Гмина Йодлова
5. Гмина Рыглице
6. Гмина Скшишув